# Dicolpus primitivus
Dicolpus primitivus är en insektsart som beskrevs av Van der Weele 1909. Dicolpus primitivus ingår i släktet Dicolpus och familjen fjärilsländor. Inga underarter finns listade i Catalogue of Life.